# Ряд из натуральных чисел

Первые четыре частичные суммы натурального ряда. Изображённая парабола является сглаживающей асимптотой этих сумм и пересекает ось ординат на отметке −1/12

Ряд из натуральных чисел — числовой ряд (бесконечная сумма элементов), членами которого являются последовательные натуральные числа: {\displaystyle 1+2+3+4+\ldots }; при этом n-я частичная сумма ряда является треугольным числом:
{\displaystyle \sum _{k=1}^{n}k={\frac {n(n+1)}{2}},}
которое неограниченно растёт при стремлении {\displaystyle n} к бесконечности. Из-за того, что последовательность частичных сумм ряда не имеет конечного предела, ряд расходится, то есть не имеет конечной суммы.
Из-за расходимости ряд не имеет никакой значимой ценности для традиционных математических подходов. Но при некотором уровне манипулирования можно получить нетривиальные результаты, находящие применение в комплексном анализе, квантовой теории поля и теории струн.

## Специальные методы суммирования
В математике существуют методы суммирования, которые позволяют присвоить определённые числовые значения (конечные) даже расходящимся рядам. Одним из таких способов является метод, основанный на регуляризации аналитического продолжения дзета-функции Римана. Другим популярным вариантом является суммирование по методу Рамануджана. Многие из подобных методов присваивают ряду одинаковое значение в виде отрицательной дроби:
{\displaystyle 1+2+3+4+\cdots =-{\frac {1}{12}}}

## Частичные суммы

Первые шесть треугольных чисел

Частичными суммами натурального ряда являются 1, 3, 6, 10, 15 и т. д. Таким образом, n-я частичная сумма выражается формулой
{\displaystyle \sum _{k=1}^{n}k={\frac {n(n+1)}{2}}.}
Это выражение было известно ещё Пифагору в VI веке до нашей эры. Числа такого вида называются треугольными, так как они могут быть представлены в виде треугольника.
Бесконечная последовательность треугольных чисел стремится к {\displaystyle +\infty } и, следовательно, бесконечная сумма натурального ряда также стремится к {\displaystyle +\infty }. Такой результат является следствием невыполнения необходимого условия сходимости числового ряда.

## Суммируемость
В сравнении с другими классическими расходящимися рядами, натуральному ряду сложнее приписать имеющее смысл некоторое конечное числовое значение. Существует множество методов суммирования, некоторые из которых являются более устойчивыми и мощными. Так, например, суммирование по Чезаро является широко известным методом, который суммирует умеренно расходящийся ряд Гранди 1 − 1 + 1 − 1 + … и приписывает ему конечное значение 1/2. Суммирование методом Абеля представляет собой более мощный метод, который, кроме ряда Гранди, позволяет также суммировать более сложный знакочередующийся ряд натуральных чисел и присвоить ему значение 1/4.
В отличие от упомянутых выше рядов, как суммирование по Чезаро, так и метод Абеля неприменимы к натуральному ряду. Эти методы работают только со сходящимися и гармоническими рядами и не могут быть использованы для ряда, частичные суммы которого стремятся к +∞. Большинство элементарных определений суммы расходящегося ряда являются линейными и устойчивыми, а любой линейный и устойчивый метод не может присвоить натуральному ряду конечное значение.
Следовательно, для этого случая возможно применение только специальных методов, таких как регуляризация дзета-функцией или суммирование Рамануджана.

### Эвристические предпосылки

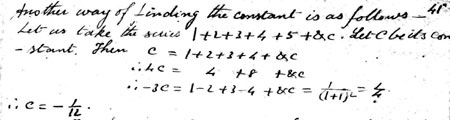
Отрывок из первой заметки Рамануджана, описывающей конечное значение ряда

В главе 8 первого сборника своих трудов Рамануджан показал, что «1 + 2 + 3 + 4 + … = −1/12», используя два способа. Ниже излагается более простой метод, состоящий из двух этапов.
Первое ключевое наблюдение состоит в том, что ряд 1 + 2 + 3 + 4 + … похож на знакочередующийся ряд натуральных чисел 1 − 2 + 3 − 4 + …. Несмотря на то, что этот ряд также является расходящимся, с ним намного проще работать. Существует несколько классических способов присвоить конечное значение этому ряду, известных ещё с XVIII века.
Для того, чтобы привести ряд 1 + 2 + 3 + 4 + … к виду 1 − 2 + 3 − 4 + …, мы можем вычесть 4 из второго члена, 8 из четвёртого члена, 12 из шестого и т. д. Общая величина, которую нужно вычесть, выражается рядом 4 + 8 + 12 + 16 + …, который получается умножением исходного ряда 1 + 2 + 3 + 4 + … на 4. Эти выражения можно записать в алгебраической форме. Что бы из себя ни представляла «сумма», введём для неё обозначение c = 1 + 2 + 3 + 4 + …, умножим полученное уравнение на 4 и вычтем второе из первого:
{\displaystyle {\begin{alignedat}{7}c&{}={}&1+2&&{}+3+4&&{}+5+6+\cdots ,\\4c&{}={}&4&&{}+8&&{}+12+\cdots ,\\-3c&{}={}&1-2&&{}+3-4&&{}+5-6+\cdots .\end{alignedat}}}
Второе ключевое наблюдение заключается в том, что ряд 1 − 2 + 3 − 4 + … является разложением в степенной ряд функции 1/(1 + x)2 при x, равном 1. Соответственно, Рамануджан заключает:
{\displaystyle -3c=1-2+3-4+\cdots ={\frac {1}{(1+1)^{2}}}={\frac {1}{4}}.}
Поделив обе части на −3, получаем c = −1/12.
Строго говоря, существует неоднозначность при работе с бесконечными рядами в случае использования методов, предназначенных для конечных сумм (наподобие тех методов, что были использованы выше), в особенности если эти бесконечные ряды расходятся. Неоднозначность заключается в том, что если вставить ноль в любое место в расходящемся ряде, существует вероятность получить противоречивый результат. Например, действие 4c = 0 + 4 + 0 + 8 + … противоречит свойствам сложения.
Одним из способов обойти эту неопределённость и тем самым ограничить позиции, куда можно вставить ноль, является присвоение каждому члену ряда значения некоторой функции. Для ряда 1 + 2 + 3 + 4 + …, каждый член n представляет собой натуральное число, которое может быть представлено в виде функции n−s, где s — некоторая комплексная переменная. Используя такое представление, можно гарантировать, что все члены ряда последовательны. Таким образом, присвоив s значение −1, можно выразить рассматриваемый ряд в строгом виде. Реализация этого способа носит название регуляризации дзета-функцией.

### Исследования Леонарда Эйлера над расходящимися рядами
В De seriebus divergentibus Эйлер упоминает ряд 1 + 2 + 3 + 4 + … наряду с расходящимся геометрическим рядом 1 + 2 + 4 + 8 + …. Он намекает, что ряды этого типа могут иметь конечные, отрицательные суммы в специальном смысле, и объясняет, что это значит для геометрических рядов, но не возвращается к детальному обсуждению 1 + 2 + 3 + 4 + ….
Современная интерпретация, связывающая 1 + 2 + 3 + 4 + … с −1/12, основана на аналитическом продолжении зет-функции, где ζ(−1) = −1/12. Однако Эйлер, по-видимому, не использовал этот результат явно, сосредоточившись на других методах, таких как разложения функций и геометрические интерпретации. Его утверждение о «конечных, отрицательных суммах» для некоторых расходящихся рядов указывает на попытки интерпретировать такие объекты в нетрадиционном контексте, что стало важным шагом к развитию современной теории рядов и функций.

#### Регуляризация дзета-функцией

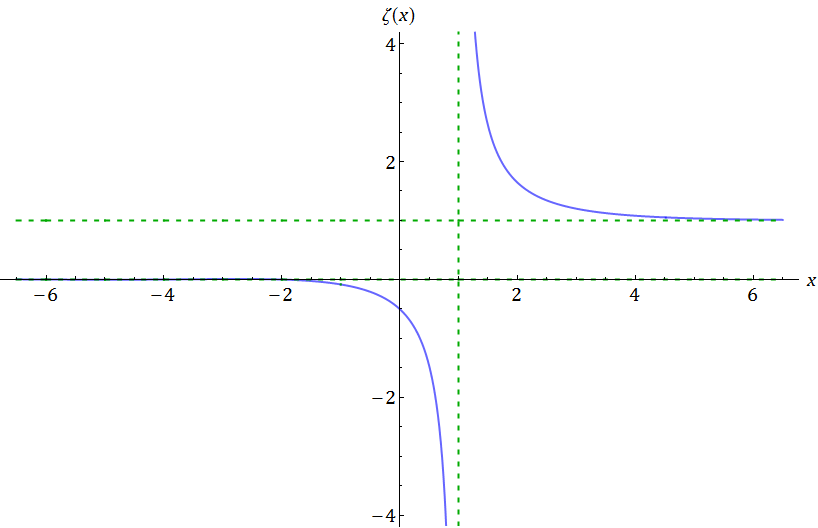
График функции ζ(s). Для s > 1, ряд сходится и ζ(s) > 1. Аналитическое продолжение в окрестности s = 1 приводит к отрицательным значениям, в частности ζ(−1) = −1/12

В этом методе, ряд {\displaystyle \sum _{n=1}^{\infty }n} заменяется рядом {\displaystyle \sum _{n=1}^{\infty }n^{-s}}. Последний ряд является частным случаем ряда Дирихле. Если действительная часть s больше 1, ряд Дирихле сходится, и его сумма представляет собой дзета-функцию Римана ζ(s). С другой стороны, если действительная часть s меньше или равна 1, ряд Дирихле расходится. В частности, ряд 1 + 2 + 3 + 4 + ..., который получается подстановкой s = −1, не является сходящимся. Преимущества перехода к дзета-функции Римана заключается в том, что, используя метод аналитического продолжения, она может быть определена для s ⩽ 1. Следовательно, мы можем получить значение регуляризованной дзета-функции ζ(−1) = −1/12.
Существует несколько способов доказать, что ζ(−1) = −1/12. Один из методов использует связь между дзета-функцией Римана и эта-функцей Дирихле η(s). Эта-функция выражается знакопеременным рядом Дирихле, согласуясь тем самым с ранее представленными эвристическими предпосылками. Тогда как оба ряда Дирихле сходятся, следующие тождества верны:
{\displaystyle {\begin{alignedat}{8}\zeta (s)&{}={}&1^{-s}+2^{-s}&&{}+3^{-s}+4^{-s}&&{}+5^{-s}+6^{-s}+\cdots ,&\\2\cdot 2^{-s}\zeta (s)&{}={}&2\cdot 2^{-s}&&{}+2\cdot 4^{-s}&&{}+2\cdot 6^{-s}+\cdots ,&\\(1-2^{1-s})\zeta (s)&{}={}&1^{-s}-2^{-s}&&{}+3^{-s}-4^{-s}&&{}+5^{-s}-6^{-s}+\cdots &=\eta (s).\end{alignedat}}}
Тождество {\displaystyle (1-2^{1-s})\zeta (s)=\eta (s)} остаётся справедливым если мы продолжим обе функции аналитически в область значений s, где вышезаписанные ряды расходятся. Подставляя s = −1, получим −3ζ(−1) = η(−1). Отметим, что вычисление η(−1) является более простой задачей, так как значение эта-функции выражается значением суммы Абеля соответствующего ряда и представляет собой односторонний предел:
{\displaystyle -3\zeta (-1)=\eta (-1)=\lim _{x\nearrow 1}(1-2x+3x^{2}-4x^{3}+\cdots )=\lim _{x\nearrow 1}{\frac {1}{(1+x)^{2}}}={\frac {1}{4}}.}
Поделив обе части выражения на −3, получаем ζ(−1) = −1/12.

### Суммирование методом Рамануджана
Суммирование ряда 1 + 2 + 3 + 4 + ... методом Рамануджана также позволяет получить значение −1/12. В своём втором письме к Х. Г. Харди, датированном 27 февраля 1913, Рамануджан пишет:
Уважаемый Сэр, я с большим удовольствием прочёл ваше письмо от 8 февраля 1913 года. Я ожидал, что вы ответите мне в том же стиле, что и профессор математики из Лондона, который посоветовал мне внимательно изучить «Бесконечные ряды» Томаса Бромвича и не попадать в ловушку, которую таят расходящиеся ряды. … Я ответил ему, что, согласно моей теории, сумма бесконечного числа членов ряда 1 + 2 + 3 + 4 + ... = −1/12. Узнав это, вы сию же минуту укажете в направлении психиатрической лечебницы. Уверяю, вы не сможете проследить нить рассуждений в моём доказательстве этого факта, если я попытаюсь изложить их в единственном письме.
Метод суммирования Рамануджана заключается в изолировании постоянного члена в формуле Эйлера — Маклорена для частичных сумм ряда. Для некоторой функции f, классическая сумма Рамануджана для ряда {\displaystyle \sum _{k=0}^{\infty }f(k)} определена как
{\displaystyle c=-{\frac {1}{2}}f(0)-\sum _{k=1}^{\infty }{\frac {B_{2k}}{(2k)!}}f^{(2k-1)}(0),}
где f(2k−1) представляет собой (2k−1)-ю производную функции f и B2k является 2k-м числом Бернулли: B2 = 1/6, B4 = −1/30 и т. д. Принимая f(x) = x, первая производная f равна 1, а все остальные члены стремятся к нулю, поэтому:
{\displaystyle c=-{\frac {1}{6}}\cdot {\frac {1}{2!}}=-{\frac {1}{12}}.}
Для избежания противоречий современная теория метода суммирования Рамануджана требует, чтобы функция f являлась «регулярной» в том смысле, что её производные высших порядков убывают достаточно быстро для того, чтобы оставшиеся члены в формуле Эйлера — Маклорена стремились к 0.
Рамануджан неявно подразумевал это свойство. Требование регулярности помогает избежать использования метода суммирования Рамануджана для рядов типа 0 + 2 + 0 + 4 + … потому, что не существует регулярной функции, которая выражалась бы значениями такого ряда. Такой ряд должен интерпретироваться с использованием регуляризации дзета-функцией.

### Несостоятельность устойчивых линейных методов суммирования
Линейный и устойчивый метод суммирования не в состоянии присвоить конечное значение ряду 1 + 2 + 3 + … (Устойчивый означает, что добавление члена в начало ряда увеличивает сумму ряда на величину этого члена.) Это утверждение может быть продемонстрировано следующим образом. Если
1 + 2 + 3 + … = x,
тогда, добавляя 0 к обеим частям, получаем
0 + 1 + 2 + … = 0 + x = x,
исходя из свойства устойчивости.
Вычитая нижний ряд из верхнего, получаем
1 + 1 + 1 + … = x − x = 0,
исходя из свойства линейности.
Добавляя 0 к обеим частям повторно, получаем
0 + 1 + 1 + 1 + … = 0
и вычитая два последних ряда, приходим к
1 + 0 + 0 + … = 0,
что противоречит свойству устойчивости.
Методы, использованные выше, для суммирования 1 + 2 + 3 + … являются либо только устойчивыми, либо только линейными. Например, существует два разных метода, называемых регуляризацией дзета-функцией. Первый является устойчивым, но нелинейным и определяет сумму a + b + c + … множества чисел как значение аналитического продолжения выражения 1/as + 1/bs + 1/cs + при s = −1. Второй метод линейный, но неустойчивый и определяет сумму последовательности чисел как значение аналитического продолжения выражения a/1s + b/2s + c/3s при s = 0. Оба метода присваивают ряду 1 + 2 + 3 + … значение суммы ζ(−1) = −1/12.

## Применение в физике
Значение −1/12 встречается в теории бозонных струн при попытке рассчитать возможные энергетические уровни струны, а именно низший энергетический уровень.
Регуляризация ряда 1 + 2 + 3 + 4 + … также встречается при расчёте эффекта Казимира для скалярного поля в одномерном пространстве. Похожие вычисления возникают для трёхмерного пространства, однако в этом случае вместо дзета-функции Римана используются реальные[уточнить] аналитические ряды Эйзенштейна.

## Список литературы
- Berndt, Bruce C., Srinivasa Ramanujan Aiyangar, and Robert A. Rankin. Ramanujan: letters and commentary (неопр.). — American Mathematical Society, 1995. — ISBN 0-8218-0287-9.
- Hardy, G. H. Divergent Series (англ.). — Oxford University Press, 1949.
- Zee, A. Quantum field theory in a nutshell (неопр.). — Princeton UP, 2003. — ISBN 0-691-01019-6.